# 華視晚間新聞
《華視晚間新聞》（CTS EVENING NEWS）是中華電視公司的招牌新聞節目，亦是華視歷史最久的電視節目，平日僅在華視主頻19:00播出。現任主播為宋燕旻；周末則和新聞資訊台聯播，由主播輪播。

## 歷史
1971年10月31日，華視開播，當時《華視晚間新聞》播出時間是晚上18點25分、時長25分鐘。1985年9月2日，李豔秋接替孫國旭，開始擔任《華視晚間新聞》主播。
1991年10月10日，慶祝中華民國80年國慶與華視20週年台慶，華視20位記者共同擔任《華視晚間新聞》該日主播，但當日的擔綱的主播並非李艷秋，而是陳月卿和李慶安。
1993年8月16日，華視追隨《中視新聞全球報導》和《台視晚間新聞》，將《華視晚間新聞》播出時間改為19點至20點，成為老三台最後一個播出時間延長為60分鐘的晚間新聞節目。
1990年代，《華視晚間新聞》是台灣唯一率先嘗試使用國語與台語雙語播出的新聞節目，主播以國語播報，旁白以台語播報，觀眾可自行以遙控器切換所需語言。
1996年，李艷秋辭去《華視晚間新聞》主播，崔慈芬接棒。1998年，李四端接替崔慈芬成為《華視晚間新聞》主播。2000年1月1日，張小燕與李四端客串《華視晚間新聞》雙主播。
2004年7月26日，李四端請辭，此後莊開文、徐湘華、黃逸卿、王薇、徐俊相、何佩蓁、謝安安、蘇逸洪等主播均曾擔任《華視晚間新聞》主播。2018年2月1日，房業涵擔任《華視晚間新聞》平日主播。
2020年7月1日，房業涵請辭，連昭慈接任本節目當家主播。
2021年5月3日，陳雅琳擔任1900《華視晚間新聞》當家主播，而連昭慈改擔任華視新聞資訊台《1800華視晚間新聞》主播。
2021年9月1日，主播連昭慈請辭，葉映彤跳槽接任華視新聞資訊台《1800華視晚間新聞》主播。
2022年4月22日，主播陳雅琳決定25日起，暫停新聞播報，華視晚間新聞改由主播葉映彤上陣播報。
2022年8月3日，主播陳雅琳短暫回歸一天主播台，播報平日《1900華視晚間新聞》。
2022年11月9日，主播陳雅琳回歸播報平日《1900華視晚間新聞》，主播葉映彤播報《1800華視晚間新聞》。
2022年11月28日起，主播葉映彤暫離主播台待產，《1800華視晚間新聞》改由主播雷雅代班。
2023年4月10日，主播葉映彤回歸主播台播報。
2023年4月10日起，華視主頻《1900華視晚間新聞》不再跟新聞資訊台聯播，且鏡面更換，改由主播陳雅琳播報，主播葉映彤播報華視新聞資訊台《1819華視晚間新聞》。
2023年6月16日起，華視新聞資訊台《1819華視晚間新聞》更名為《華視新聞晚報》於17:40開播。
2023年7月1日，《華視新聞晚報》提早至16:52開播，由主播羅意瑾播報，17:40交接給主播葉映彤。
2023年7月11日，《華視新聞晚報》啟用全新攝影棚。
2024年3月1日－2024年6月13日，華視主頻《華視晚間新聞》改由莊雨潔播報
2024年6月14日～12月20日，華視主頻《華視晚間新聞》由主播輪播。
2024年10月3日～2025年6月27日，因主播葉映彤待產暫離主播台，華視新聞資訊台《華視新聞晚報》由主播雷雅代班。
2024年12月23日2025年3月31日，華視主頻《華視晚間新聞》由羅意瑾主播播報。
2025年4月1日－至今，華視主頻《華視晚間新聞》由宋燕旻主播播報。
2025年6月30日－至今，因主播雷雅結束階段性的代班任務，華視新聞資訊台《華視新聞晚報》由虞承璇主播播報。

## 節目調動
- 2003年5月6日，因播出《防疫最前線》，當日《華視晚間新聞》改為19點5分播出。
- 2008年8月20日，因直播《北京奧運棒球預賽》（中華 vs 加拿大），當日《華視晚間新聞》只在華視教育體育文化台播出。
- 2010年2月13日，因播出《虎福迎財衝衝衝》（除夕特別節目），當日《華視晚間新聞》，改為18點播出，並延長播出時間為90分鐘。
- 2021年11月13日，因播出《110年全國性公民投票案意見發表會》（第20案），當日《華視晚間新聞》改為19點30分播出，播出30分鐘。華視教育體育文化台照常播出60分鐘
- 2021年12月31日，因直播《2022台灣燈會會前會 高雄跨年 - 高流舞台》，當日《華視晚間新聞》提前到17點58分播出。
- 2022年11月20日，因直播《世足看華視》（卡達 vs 厄瓜多），當晚節目皆提前30分播出，當日主頻的《華視晚間新聞》縮短為30分鐘，新聞資訊台則照常播至20:00。
- 2024年7月31日，因直播2024巴黎奧運羽球賽事，當日《華視晚間新聞》縮短為35分鐘。
- 2025年8月15日，因播出《全國性公民投票案第21案意見發表會》，當日《華視晚間新聞》暫停播出，新聞資訊台的《華視新聞晚報》則照常播出。

## 片頭變遷
華視晚間新聞在開播至1990年代末與華視各節新聞共同使用“華視新聞”標題與片頭播出，1999年開始使用專用片頭至今。以下僅顯示已知片头：
參見：
- 1971年－1970年代中期：

片头首先出現簡筆畫形式的地球圖案，然后地球變成左右各一，之後變成華視台徽並向上移動，最后出現“華視新聞 CTS NEWS”字樣，新聞開始。
- 1970年代中期－1980年代中期：

片头首先会出現火箭發射畫面，然後出現華視錄像師手持錄像機錄像、坦克運行、空軍噴氣機起飛、人造衛星的畫面，最後進入華視新聞攝影棚，畫面注視在鏡頭上，隨後“華視新聞”字樣出現在鏡頭上，隨後放大，新聞開始。
- 1988年－1989年[8]：

背景為世界版圖，畫面下方為不斷變化的新聞畫面（逆時針旋轉），“華”、“視”、“新”、“聞”四字從左到右依次向下飛出，最後「華視新聞」字樣向上出現，播出新聞提要，新聞開始。
1989年-1989年6月21日 
極度簡單的片頭。在星空中快速穿梭的同時，先後旋轉進入『華視晚間新聞』和『XXX 主播』的紅橙色漸變字樣，接著進入演播室
- 1989年6月22日－1991年12月31日[9]：

1989年6月22日，華視新聞正式啓用由Lin Wei Jan為華視製作的“CTS NEWS”片頭。首先出現台灣的版圖，然後彩色激光由台灣版圖發射並分散在世界地圖上各個版圖，然後各個彩條組成世界版圖，最後「華視新聞 CTS NEWS」字樣出現由左方飛入畫面之後進入新聞提要（並附新聞短片），新聞提要後進入演播室畫面，新聞開始。
- 1992年－1993年[10]：

首先出現藍紫色背景的世界版圖，之後“華視新聞”白色字樣向上出現並帶有閃光特效，之後顯示新聞提要（附有標題），新聞開始。
- 1993年－1995年[11]：

首先出現月球樣貌，之後視角移動，迅速飛入地球，“華視新聞”字樣向上飛入，之後顯示新聞提要，新聞開始。
- 1997年－1998年：[12]

首先出現衛星接收天綫（上方有“CTS”文字），之後出現世界版圖並不斷放大至台灣，之後出現華視新聞控制室，最後“華視新聞 CTS NEWS”字樣從左上角移動至中間，進入主播台，新聞開始。
- 1999年[13]：

首先出現地球並不斷放大，“CTS NEWS”字樣逆時針環繞地球呈現，隨後地球消失，出現“華視晚間新聞”字樣，之後進入主播台，新聞開始。

## 歷任主播
| 任別     | 主播           | 播出日期                    |
| -------- | -------------- | --------------------------- |
| 第一任   | 孫國旭         |                             |
| 第二任   | 李豔秋         |                             |
| 第三任   | 崔慈芬         |                             |
| 第四任   | 李四端         |                             |
| 第五任   | 莊開文         |                             |
| 第六任   | 徐俊相         | 2005年11月─2008年10月6日    |
| 第七任   | 王薇           |                             |
| 第八任   | 何佩蓁         |                             |
| 第九任   | 蘇逸洪         | 2010年2月1日─2018年1月31日  |
| 第十任   | 房業涵         | 2018年2月1日─2020年6月30日  |
| 第十一任 | 連昭慈         | 2020年7月1日－2021年4月29日 |
| 第十二任 | 陳雅琳、連昭慈 | 2021年5月3日－2021年8月31日 |
| 第十三任 | 陳雅琳、葉映彤 | 2021年9月1日─2022年11月25日 |
| 第十四任 | 莊雨潔、葉映彤 | 2024年3月1日—2024年6月13日  |
| 第十五任 | 羅意瑾、葉映彤 | 2024年12月23日–2025年3月7日 |
| 第十六任 | 羅意瑾、雷雅   | 2025年3月10日–2025年3月31日 |
| 第十七任 | 宋燕旻、雷雅   | 2025年4月1日–2025年6月27日  |
| 第十八任 | 宋燕旻、虞承璇 | 2025年6月30日–至今          |

## 外部連結
- 華視新聞 （页面存档备份，存于）
- 華視新聞的Facebook專頁